# أغلايا باربانثيرا
أغلايا باربانثيرا (بالإنجليزية: Aglaia barbanthera) هو نوع من النباتات ينتمي إلى فصيلة (Meliaceae)، وهو جزء من جنس أغلايا الذي يضم عدة أنواع من الأشجار والشجيرات الاستوائية.

## الموطن والانتشار
ينتشر هذا النوع في مناطق إندونيسيا وبابوا غينيا الجديدة، حيث ينمو في الغابات المطيرة الاستوائية. يُعتبر من الأنواع التي تعيش في بيئات غنية بالتنوع البيولوجي.

## الحالة البيئية
بحسب التقديرات المتوفرة، لم يُصنّف أغلايا باربانثيرا بعد على نطاق واسع من حيث خطر الانقراض، لكنه يعتمد على صحة النظم البيئية الاستوائية التي تواجه تهديدات مستمرة من إزالة الغابات وتدمير المواطن الطبيعية.

## الخصائص
يمتاز النبات بأوراق مركبة وزهور صغيرة، مثل معظم أنواع جنس أغلايا. بعض الأنواع القريبة منه تُعرف بخصائصها الطبية أو الأخشاب ذات القيمة العالية، لكن لا توجد معلومات موسعة منشورة عن استخدامات هذا النوع تحديدًا.